# Barrio Las Rosas
Barrio Las Rosas es un barrio argentino ubicada en el distrito de Cuadro Benegas del Departamento San Rafael, Provincia de Mendoza. Se encuentra sobre la Ruta Nacional 144, en el cruce con el callejón Las Rosas. 
Cuenta con una nueva red de agua potable.